# Шлајд (Битбург)
Шлајд (њем. Schleid) општина је у њемачкој савезној држави Рајна-Палатинат. Једно је од 235 општинских средишта округа Ајфелкрајс Битбург-Прим. Према процјени из 2010. у општини је живјело 370 становника. Посједује регионалну шифру (AGS) 7232118.

## Географски и демографски подаци
Шлајд се налази у савезној држави Рајна-Палатинат у округу Ајфелкрајс Битбург-Прим. Општина се налази на надморској висини од 378 метара. Површина општине износи 6,2 km². У самом мјесту је, према процјени из 2010. године, живјело 370 становника. Просјечна густина становништва износи 59 становника/km².